# Liste des monuments historiques de Toulouse
Cet article recense les monuments historiques de Toulouse.

## Statistiques
En 2024, la commune de Toulouse compte 232 édifices comportant au moins une protection au titre des monuments historiques, dont 51 sont classés et 186 sont inscrits. Par ailleurs, trois édifices ont vu leur protection abrogée ou annulée.
Ainsi, Toulouse compte pour plus du tiers des monuments historiques du département de la Haute-Garonne. Toulouse est la 6e ville française comptant le plus de monuments historiques, après Paris, Bordeaux, La Rochelle, Nancy et Lyon.
Le graphique suivant résume le nombre d'actes de protection par décennies (ou par année avant 1880) :

## Liste
| Monument                                                                            | Adresse                                                                    | Coordonnées                      | Notice         | Protection     | Date                | Illustration                                                                        |
| ----------------------------------------------------------------------------------- | -------------------------------------------------------------------------- | -------------------------------- | -------------- | -------------- | ------------------- | ----------------------------------------------------------------------------------- |
| Abattoirs (anciens)                                                                 | 76 allées Charles-de-Fitte                                                 | 43° 36′ 03″ nord, 1° 25′ 45″ est | « PA00094674 » | Inscrit        | 1990                | Abattoirs (anciens)                                                                 |
| Amphithéâtre romain de Purpan-Ancely                                                | Avenue des Arènes-Romaines                                                 | 43° 36′ 54″ nord, 1° 23′ 51″ est | « PA00094494 » | Classé         | 1974                | Amphithéâtre romain de Purpan-Ancely                                                |
| Barbacane du quartier Saint-Michel                                                  | 13-15 avenue Maurice-Hauriou                                               | 43° 35′ 36″ nord, 1° 26′ 37″ est | « PA00125574 » | Inscrit        | 1993                | Image manquante Téléverser                                                          |
| Bassin de radoub                                                                    | 65 allée des Demoiselles                                                   | 43° 35′ 18″ nord, 1° 27′ 32″ est | « PA00094675 » | Inscrit        | 1989                | Bassin de radoub                                                                    |
| Belvédère                                                                           | 51 chemin des Clotasses                                                    | 43° 33′ 05″ nord, 1° 27′ 49″ est | « PA00094495 » | Inscrit        | 1987 2016           | Image manquante Téléverser                                                          |
| Bibliothèque municipale (actuelle bibliothèque d'étude et du patrimoine)            | 1 bis rue de Périgord                                                      | 43° 36′ 27″ nord, 1° 26′ 38″ est | « PA00132768 » | Inscrit        | 1994                | Bibliothèque municipale (actuelle bibliothèque d'étude et du patrimoine)            |
| Café Bibent                                                                         | 5 place du Capitole                                                        | 43° 36′ 14″ nord, 1° 26′ 36″ est | « PA00094496 » | Inscrit        | 1975                | Café Bibent                                                                         |
| Capitole                                                                            | Place du Capitole                                                          | 43° 36′ 16″ nord, 1° 26′ 39″ est | « PA00094497 » | Classé         | 1840 1911 1995 2021 | Capitole                                                                            |
| Caserne de pompiers Jacques Vion                                                    | 15-19 allées Charles-de-Fitte                                              | 43° 35′ 39″ nord, 1° 25′ 54″ est | « PA31000129 » | Inscrit        | 2023                | Caserne de pompiers Jacques Vion                                                    |
| Castelet de Croix-Daurade                                                           | 147 route d'Albi                                                           | 43° 38′ 18″ nord, 1° 27′ 53″ est | « PA00125575 » | Inscrit        | 1993                | Castelet de Croix-Daurade                                                           |
| Cathédrale Saint-Étienne                                                            | Place Saint-Étienne                                                        | 43° 35′ 59″ nord, 1° 26′ 59″ est | « PA00094498 » | Classé         | 1862                | Cathédrale Saint-Étienne                                                            |
| Centre hospitalier Gérard-Marchant                                                  | 134 route d'Espagne                                                        | 43° 33′ 35″ nord, 1° 25′ 21″ est | « PA31000083 » | Inscrit        | 2008                | Centre hospitalier Gérard-Marchant                                                  |
| Chapelle des Carmélites                                                             | 1 rue de Périgord                                                          | 43° 36′ 26″ nord, 1° 26′ 33″ est | « PA00094635 » | Classé         | 1909                | Chapelle des Carmélites                                                             |
| Chapelle Notre-Dame-de-Nazareth                                                     | 4 rue Philippe-Féral                                                       | 43° 35′ 46″ nord, 1° 26′ 46″ est | « PA00094499 » | Inscrit        | 1974                | Chapelle Notre-Dame-de-Nazareth                                                     |
| Chapelle des Pénitents Noirs                                                        | 43 rue Saint-Jérôme                                                        | 43° 36′ 13″ nord, 1° 26′ 51″ est | « PA00094501 » | Inscrit        | 1961                | Chapelle des Pénitents Noirs                                                        |
| Chapelle Saint-Roch-du-Férétra                                                      | Place Saint-Roch                                                           | 43° 34′ 56″ nord, 1° 26′ 38″ est | « PA00094502 » | Inscrit        | 1979                | Chapelle Saint-Roch-du-Férétra                                                      |
| Chapelle et cour Sainte-Anne                                                        | 18 rue Sainte-Anne                                                         | 43° 35′ 57″ nord, 1° 27′ 02″ est | « PA31000122 » | Inscrit        | 2021                | Image manquante Téléverser                                                          |
| Château de Bellevue                                                                 | 3-7, chemin de Pouvourville et 135 route de Narbonne                       | 43° 33′ 32″ nord, 1° 27′ 30″ est | « PA00125576 » | Inscrit        | 1993                | Château de Bellevue                                                                 |
| Château de La Cépière                                                               | 22 chemin de la Cépière                                                    | 43° 35′ 12″ nord, 1° 24′ 02″ est | « PA00094505 » | Inscrit        | 1980                | Château de La Cépière                                                               |
| Château d'eau de Toulouse                                                           | 1 place Charles-Laganne                                                    | 43° 35′ 55″ nord, 1° 26′ 12″ est | « PA00094504 » | Inscrit        | 1987                | Château d'eau de Toulouse                                                           |
| Château du Mirail                                                                   | 5 allée Antonio-Machado                                                    | 43° 34′ 37″ nord, 1° 23′ 54″ est | « PA00132671 » | Inscrit        | 1994                | Château du Mirail                                                                   |
| Château de Reynerie                                                                 | 160 chemin de Lestang                                                      | 43° 34′ 22″ nord, 1° 23′ 51″ est | « PA00094506 » | Classé         | 1963                | Château de Reynerie                                                                 |
| Château Saint-Simon (ou de Candie)                                                  | 17 chemin de la Saudrune                                                   | 43° 32′ 37″ nord, 1° 23′ 20″ est | « PA31000054 » | Inscrit        | 2001                | Château Saint-Simon (ou de Candie)                                                  |
| Collège de l'Esquile (ancien)                                                       | 1 rue de l'Esquile                                                         | 43° 36′ 23″ nord, 1° 26′ 30″ est | « PA00125572 » | Inscrit        | 1993                | Collège de l'Esquile (ancien)                                                       |
| Collège de Foix                                                                     | 2 rue Antoine-Deville                                                      | 43° 36′ 17″ nord, 1° 26′ 29″ est | « PA00094507 » | Inscrit        | 1925 2003           | Collège de Foix                                                                     |
| Collège des Jésuites (ancien)                                                       | 3 rue Joseph-Lakanal                                                       | 43° 36′ 12″ nord, 1° 26′ 27″ est | « PA31000080 » | Inscrit        | 2007                | Collège des Jésuites (ancien)                                                       |
| Collège Saint-Raymond (ancien)                                                      | 1 ter place Saint-Sernin                                                   | 43° 36′ 28″ nord, 1° 26′ 28″ est | « PA00094508 » | Classé         | 1975                | Collège Saint-Raymond (ancien)                                                      |
| Collège Saint-Rome                                                                  | 3 rue Jules-Chalande                                                       | 43° 36′ 08″ nord, 1° 26′ 38″ est | « PA00094509 » | Inscrit        | 1946                | Collège Saint-Rome                                                                  |
| Couvent des Augustins (ancien) (actuel musée des Augustins)                         | 21 rue de Metz et 2 bis rue d'Alsace-Lorraine                              | 43° 36′ 04″ nord, 1° 26′ 46″ est | « PA00094510 » | Classé Inscrit | 1840 2018           | Couvent des Augustins (ancien)(actuel musée des Augustins)                          |
| Couvent des Carmes déchaussés (actuelle église Saint-Exupère)                       | 33-35 allées Jules-Guesde                                                  | 43° 35′ 37″ nord, 1° 26′ 56″ est | « PA00094511 » | Classé Inscrit | 1974                | Couvent des Carmes déchaussés(actuelle église Saint-Exupère)                        |
| Couvent des Cordeliers (ancien)                                                     | 11, 13, 15, 17, 19, 21 rue des Lois                                        | 43° 36′ 22″ nord, 1° 26′ 28″ est | « PA00132945 » | Classé         | 1994                | Couvent des Cordeliers (ancien)                                                     |
| Couvent des Jacobins (ancien)                                                       | Place des Jacobins                                                         | 43° 36′ 14″ nord, 1° 26′ 24″ est | « PA00094512 » | Classé         | 1840                | Couvent des Jacobins (ancien)                                                       |
| Couvent des religieux de Saint-Antoine-du-Salin (ancien)                            | 18, 20 rue Pharaon                                                         | 43° 35′ 45″ nord, 1° 26′ 40″ est | « PA00094513 » | Inscrit        | 1976                | Couvent des religieux de Saint-Antoine-du-Salin (ancien)                            |
| Couvent de la Visitation                                                            | 1, 5, 13, 15 rue de la Dalbade                                             | 43° 35′ 47″ nord, 1° 26′ 33″ est | « PA00094514 » | Inscrit        | 1981                | Couvent de la Visitation                                                            |
| Demeure (domaine de Caussade)                                                       | 77 avenue Frédéric-Estèbe 30 rue Marc-Arcis                                | 43° 37′ 24″ nord, 1° 26′ 12″ est | « PA31000005 » | Inscrit        | 1996                | Demeure (domaine de Caussade)                                                       |
| Écluse Saint-Pierre sur le canal de Brienne                                         | Allée de Brienne et allée de Barcelone                                     | 43° 36′ 15″ nord, 1° 26′ 03″ est | « PA31000034 » | Inscrit        | 1998                | Écluse Saint-Pierre sur le canal de Brienne                                         |
| École de Médecine (ancienne) (actuel Théâtre Sorano)                                | 35 allées Jules-Guesde                                                     | 43° 35′ 40″ nord, 1° 27′ 01″ est | « PA00094515 » | Inscrit        | 1979                | École de Médecine (ancienne)(actuel Théâtre Sorano)                                 |
| Église du Calvaire                                                                  | 36 boulevard des Récollets                                                 | 43° 35′ 02″ nord, 1° 26′ 43″ est | « PA00094516 » | Inscrit        | 1956                | Église du Calvaire                                                                  |
| Église des Cordeliers (ruines de l')                                                | Rue du Collège-de-Foix                                                     | 43° 36′ 20″ nord, 1° 26′ 26″ est | « PA00094517 » | Classé         | 1862                | Église des Cordeliers (ruines de l')                                                |
| Église du Gesù                                                                      | 22 bis rue des Fleurs                                                      | 43° 35′ 41″ nord, 1° 26′ 48″ est | « PA00132670 » | Inscrit        | 1994                | Église du Gesù                                                                      |
| Église et couvent des Minimes                                                       | 28 rue du Général-Bourbaki                                                 | 43° 37′ 05″ nord, 1° 26′ 10″ est | « PA00094520 » | Inscrit        | 1974                | Église et couvent des Minimes                                                       |
| Église Notre-Dame-de-la-Dalbade                                                     | 34 rue de la Dalbade                                                       | 43° 35′ 51″ nord, 1° 26′ 33″ est | « PA00094518 » | Classé         | 1886 1925           | Église Notre-Dame-de-la-Dalbade                                                     |
| Église Notre-Dame-de-la-Daurade                                                     | 1, 2 place de la Daurade                                                   | 43° 36′ 04″ nord, 1° 26′ 23″ est | « PA00094519 » | Classé         | 1963 1994           | Église Notre-Dame-de-la-Daurade                                                     |
| Église Notre-Dame-du-Taur                                                           | 12 bis rue du Taur                                                         | 43° 36′ 20″ nord, 1° 26′ 34″ est | « PA00094521 » | Classé         | 1840                | Église Notre-Dame-du-Taur                                                           |
| Église Saint-Jérôme                                                                 | 2 rue du Lieutenant-Colonel-Pélissier                                      | 43° 36′ 11″ nord, 1° 26′ 47″ est | « PA00094500 » | Classé         | 1980                | Église Saint-Jérôme                                                                 |
| Église Saint-Nicolas                                                                | 36 grande-rue Saint-Nicolas                                                | 43° 35′ 57″ nord, 1° 26′ 03″ est | « PA00094522 » | Classé         | 1986                | Église Saint-Nicolas                                                                |
| Église Saint-Pierre des Chartreux                                                   | 21 rue Valade                                                              | 43° 36′ 16″ nord, 1° 26′ 11″ est | « PA00094503 » | Classé Inscrit | 1956 1964           | Église Saint-Pierre des Chartreux                                                   |
| Église Saint-Pierre-des-Cuisines (ancienne)                                         | 12 place Saint-Pierre                                                      | 43° 36′ 15″ nord, 1° 26′ 08″ est | « PA00094523 » | Classé         | 1977                | Église Saint-Pierre-des-Cuisines (ancienne)                                         |
| Église Saint-Sernin                                                                 | 1 place Saint-Sernin                                                       | 43° 36′ 30″ nord, 1° 26′ 31″ est | « PA00094524 » | Classé         | 1840                | Église Saint-Sernin                                                                 |
| Entrée principale du cimetière de Terre-Cabade                                      | 1 ter avenue du Cimetière                                                  | 43° 36′ 25″ nord, 1° 27′ 36″ est | « PA31000114 » | Inscrit        | 2019                | Entrée principale du cimetière de Terre-Cabade                                      |
| Fabrique de céramique Giscard                                                       | 25 avenue de la Colonne                                                    | 43° 36′ 30″ nord, 1° 27′ 33″ est | « PA31000016 » | Inscrit        | 1998                | Fabrique de céramique Giscard                                                       |
| Fabrique Giscard et maisons                                                         | 27 avenue de la Colonne                                                    | 43° 36′ 31″ nord, 1° 27′ 33″ est | « PA00094616 » | Inscrit        | 1975 1998           | Fabrique Giscard et maisons                                                         |
| Fonderie de canons (actuel Institut catholique)                                     | 31 rue de la Fonderie                                                      | 43° 35′ 43″ nord, 1° 26′ 35″ est | « PA00094632 » | Classé         | 1963 1996           | Fonderie de canons(actuel Institut catholique)                                      |
| Fontaine                                                                            | Place Saint-Étienne                                                        | 43° 35′ 59″ nord, 1° 26′ 57″ est | « PA00094525 » | Inscrit        | 1925                | Fontaine                                                                            |
| Fontaine de la Poésie Romane (ou Clémence Isaure)                                   | Place de la Concorde                                                       | 43° 36′ 30″ nord, 1° 26′ 44″ est | « PA31000113 » | Inscrit        | 2019                | Fontaine de la Poésie Romane(ou Clémence Isaure)                                    |
| Fontaine de la Trinité                                                              | Place de la Trinité                                                        | 43° 35′ 59″ nord, 1° 26′ 39″ est | « PA00094526 » | Inscrit        | 1946                | Fontaine de la Trinité                                                              |
| Gare de Toulouse-Matabiau                                                           | 64 boulevard Pierre-Semard                                                 | 43° 36′ 41″ nord, 1° 27′ 14″ est | « PA00094527 » | Inscrit        | 1984                | Gare de Toulouse-Matabiau                                                           |
| Grand Séminaire                                                                     | 9 rue des Teinturiers                                                      | 43° 35′ 48″ nord, 1° 26′ 06″ est | « PA00094688 » | Inscrit        | 1992                | Grand Séminaire                                                                     |
| Greniers du chapitre Saint-Sernin                                                   | 1 bis rue des Cuves-Saint-Sernin                                           | 43° 36′ 32″ nord, 1° 26′ 29″ est | « PA31000082 » | Inscrit        | 2007                | Greniers du chapitre Saint-Sernin                                                   |
| Hôpital Larrey (ancien) (actuel Conservatoire à rayonnement régional)               | 17 rue Alexis-Larrey                                                       | 43° 36′ 13″ nord, 1° 26′ 16″ est | « PA00094528 » | Inscrit        | 1987 1988 1989      | Hôpital Larrey (ancien)(actuel Conservatoire à rayonnement régional)                |
| Hospice de la Grave                                                                 | Rue du Pont-Saint-Pierre                                                   | 43° 36′ 03″ nord, 1° 25′ 59″ est | « PA00094529 » | Classé Inscrit | 1978 1986 1988      | Hospice de la Grave                                                                 |
| Hôtel                                                                               | 44 rue des Couteliers                                                      | 43° 35′ 57″ nord, 1° 26′ 30″ est | « PA00094573 » | Classé         | 1934                | Hôtel                                                                               |
| Hôtel                                                                               | 1 bis rue du Languedoc                                                     | 43° 35′ 44″ nord, 1° 26′ 43″ est | « PA00094574 » | Inscrit        | 1925                | Hôtel                                                                               |
| Hôtel                                                                               | 3 rue de la Madeleine                                                      | 43° 35′ 57″ nord, 1° 26′ 32″ est | « PA00094575 » | Inscrit        | 1935                | Hôtel                                                                               |
| Hôtel d'Alliès                                                                      | 6, 8 rue des Couteliers                                                    | 43° 35′ 53″ nord, 1° 26′ 31″ est | « PA00125577 » | Inscrit        | 1993                | Hôtel d'Alliès                                                                      |
| Hôtel d'Andrieu de Montcalvel (ou hôtel de Castellane, de Campaigno, de Saint-Jory) | 10 rue Croix-Baragnon                                                      | 43° 35′ 59″ nord, 1° 26′ 48″ est | « PA00094572 » | Inscrit        | 1927 2015           | Hôtel d'Andrieu de Montcalvel (ou hôtel de Castellane, de Campaigno, de Saint-Jory) |
| Hôtel d'Arnaud de Brucelles                                                         | 19 rue des Changes                                                         | 43° 36′ 03″ nord, 1° 26′ 37″ est | « PA00094530 » | Inscrit        | 1925                | Hôtel d'Arnaud de Brucelles                                                         |
| Hôtel Arquata (ancien)                                                              | 1 place Saintes-Scarbes                                                    | 43° 35′ 54″ nord, 1° 26′ 56″ est | « PA00094531 » | Inscrit        | 1927                | Hôtel Arquata (ancien)                                                              |
| Hôtel d'Assézat                                                                     | 7 place d'Assézat                                                          | 43° 36′ 02″ nord, 1° 26′ 47″ est | « PA00094532 » | Classé         | 1914                | Hôtel d'Assézat                                                                     |
| Hôtel de Pierre (ou hôtel de Jean de Bagis)                                         | 25 rue de la Dalbade                                                       | 43° 35′ 49″ nord, 1° 26′ 32″ est | « PA00094563 » | Classé         | 1889                | Hôtel de Pierre (ou hôtel de Jean de Bagis)                                         |
| Hôtel Baylet                                                                        | 52 boulevard de Strasbourg                                                 | 43° 36′ 34″ nord, 1° 26′ 43″ est | « PA31000111 » | Inscrit        | 2019                | Hôtel Baylet                                                                        |
| Dépendance de l'hôtel Baylet                                                        | 16 rue Joseph-Bosc                                                         | 43° 36′ 35″ nord, 1° 26′ 45″ est | « PA31000112 » | Inscrit        | 2019                | Image manquante Téléverser                                                          |
| Hôtel de Bernuy                                                                     | 1 rue Léon-Gambetta                                                        | 43° 36′ 10″ nord, 1° 26′ 28″ est | « PA00094533 » | Classé         | 1889                | Hôtel de Bernuy                                                                     |
| Hôtel de Bonfontan (ancien)                                                         | 41 rue Croix-Baragnon                                                      | 43° 35′ 59″ nord, 1° 26′ 54″ est | « PA00094534 » | Inscrit        | 1925                | Hôtel de Bonfontan (ancien)                                                         |
| Hôtel de Bonnefoy                                                                   | 19 rue Croix-Baragnon                                                      | 43° 35′ 59″ nord, 1° 26′ 48″ est | « PA00094535 » | Inscrit        | 1950                | Hôtel de Bonnefoy                                                                   |
| Hôtel de la Bourse                                                                  | 3 place de la Bourse                                                       | 43° 36′ 05″ nord, 1° 26′ 31″ est | « PA00094536 » | Inscrit        | 1975                | Hôtel de la Bourse                                                                  |
| Hôtel de Boysson                                                                    | 11 rue Malcousinat                                                         | 43° 36′ 02″ nord, 1° 26′ 35″ est | « PA00094537 » | Classé         | 1928                | Hôtel de Boysson                                                                    |
| Hôtel de Boysson (ancien)                                                           | 13 rue Sainte-Ursule                                                       | 43° 36′ 07″ nord, 1° 26′ 32″ est | « PA00094538 » | Inscrit        | 1980                | Hôtel de Boysson (ancien)                                                           |
| Hôtel Calestroupat                                                                  | 1 square Boulingrin                                                        | 43° 35′ 49″ nord, 1° 27′ 10″ est | « PA31000103 » | Inscrit        | 2018                | Hôtel Calestroupat                                                                  |
| Hôtel du Capitoul Pierre-Dahus (ancien)                                             | 2 rue d'Aussargues 9 rue Théodore-Ozenne                                   | 43° 35′ 50″ nord, 1° 26′ 47″ est | « PA00094539 » | Inscrit        | 1925                | Hôtel du Capitoul Pierre-Dahus (ancien)                                             |
| Hôtel de Castagnier d'Auriac                                                        | 19 rue Ninau                                                               | 43° 35′ 50″ nord, 1° 27′ 01″ est | « PA31000072 » | Inscrit        | 2005                | Hôtel de Castagnier d'Auriac                                                        |
| Hôtel Caulet-Resseguier (ou hôtel Duranti)                                          | 3 rue du Lieutenant-Colonel-Pélissier                                      | 43° 36′ 13″ nord, 1° 26′ 46″ est | « PA00094540 » | Inscrit        | 1961                | Hôtel Caulet-Resseguier(ou hôtel Duranti)                                           |
| Hôtel de Cheverry                                                                   | 4 rue Malcousinat                                                          | 43° 36′ 02″ nord, 1° 26′ 34″ est | « PA00094541 » | Inscrit        | 1925                | Hôtel de Cheverry                                                                   |
| Hôtel de Claude de Saint-Félix                                                      | 11 rue Saint-Rémésy                                                        | 43° 35′ 46″ nord, 1° 26′ 37″ est | « PA00094542 » | Inscrit        | 1925                | Hôtel de Claude de Saint-Félix                                                      |
| Hôtel Courtois de Viçoze (ou hôtel d'Espie)                                         | Rue d'Aussargues 3 rue Mage                                                | 43° 35′ 51″ nord, 1° 26′ 50″ est | « PA00094543 » | Inscrit        | 1932                | Hôtel Courtois de Viçoze (ou hôtel d'Espie)                                         |
| Hôtel Dassier                                                                       | 46 rue des Couteliers                                                      | 43° 35′ 58″ nord, 1° 26′ 30″ est | « PA00094544 » | Classé         | 1927                | Hôtel Dassier                                                                       |
| Hôtel Davisard                                                                      | 24 grande-rue Nazareth 6 rue Caminade 8 rue Sesquières                     | 43° 35′ 45″ nord, 1° 26′ 49″ est | « PA31000121 » | Inscrit        | 2020                | Hôtel Davisard                                                                      |
| Hôtel Desplats (ou Palaminyy)                                                       | 45 rue des Tourneurs                                                       | 43° 36′ 05″ nord, 1° 26′ 42″ est | « PA00125579 » | Inscrit        | 1993                | Hôtel Desplats (ou Palaminyy)                                                       |
| Hôtel Dumay (actuel Musée du Vieux Toulouse)                                        | 7 rue du May                                                               | 43° 36′ 09″ nord, 1° 26′ 35″ est | « PA00094546 » | Classé Inscrit | 1950 1992           | Hôtel Dumay (actuel Musée du Vieux Toulouse)                                        |
| Hôtel de la Fage                                                                    | 19 place Saint-Georges                                                     | 43° 36′ 07″ nord, 1° 26′ 53″ est | « PA00094547 » | Inscrit        | 1978                | Hôtel de la Fage                                                                    |
| Hôtel Felzins                                                                       | 22 rue de la Dalbade                                                       | 43° 35′ 48″ nord, 1° 26′ 33″ est | « PA00094548 » | Classé         | 1889                | Hôtel Felzins                                                                       |
| Hôtel de Gayssion (ancien)                                                          | 5 rue François-Boyer-Fonfrède                                              | 43° 36′ 06″ nord, 1° 26′ 25″ est | « PA00094549 » | Inscrit        | 1979                | Hôtel de Gayssion (ancien)                                                          |
| Hôtel du Grand Balcon                                                               | 1 rue des Lois 8 rue Jean-Antoine-Romiguières                              | 43° 36′ 18″ nord, 1° 26′ 34″ est | « PA31000041 » | Inscrit        | 1999                | Hôtel du Grand Balcon                                                               |
| Hôtel de Guillaume de Bernuy (ou hôtel Buet)                                        | 5 rue de la Pomme                                                          | 43° 36′ 08″ nord, 1° 26′ 48″ est | « PA00094550 » | Inscrit        | 1925                | Hôtel de Guillaume de Bernuy (ou hôtel Buet)                                        |
| Hôtel Jean du Barry (ancien)                                                        | 1 bis place Saint-Sernin                                                   | 43° 36′ 30″ nord, 1° 26′ 26″ est | « PA00094551 » | Classé         | 1984                | Hôtel Jean du Barry (ancien)                                                        |
| Hôtel Jean Catel                                                                    | 6 place Saint-Étienne                                                      | 43° 35′ 59″ nord, 1° 26′ 55″ est | « PA00094552 » | Inscrit        | 1950                | Hôtel Jean Catel                                                                    |
| Hôtel de Jean de Ulmo                                                               | 15 rue Ninau                                                               | 43° 35′ 51″ nord, 1° 26′ 59″ est | « PA00094553 » | Inscrit        | 1925                | Hôtel de Jean de Ulmo                                                               |
| Hôtel de la Mammye                                                                  | 31 rue de la Dalbade                                                       | 43° 35′ 50″ nord, 1° 26′ 31″ est | « PA00094556 » | Inscrit        | 1925                | Hôtel de la Mammye                                                                  |
| Hôtel de Lamothe                                                                    | 8 rue Sainte-Anne                                                          | 43° 35′ 55″ nord, 1° 27′ 04″ est | « PA31000131 » | Inscrit        | 2024                | Image manquante Téléverser                                                          |
| Hôtel de Lasbordes (ou du Vieux-Raisin)                                             | 36 rue du Languedoc                                                        | 43° 35′ 50″ nord, 1° 26′ 45″ est | « PA00094554 » | Classé         | 1889                | Hôtel de Lasbordes (ou du Vieux-Raisin)                                             |
| Hôtel de Lestang (ancien)                                                           | 20 rue Saint-Jacques                                                       | 43° 35′ 53″ nord, 1° 27′ 03″ est | « PA00094555 » | Inscrit        | 1947                | Hôtel de Lestang (ancien)                                                           |
| Hôtel Magnier et Jean-Burnet                                                        | 2 rue d'Aussargues 26 rue du Languedoc                                     | 43° 35′ 50″ nord, 1° 26′ 47″ est | « PA00094559 » | Inscrit        | 1925                | Image manquante Téléverser                                                          |
| Hôtel Mansencal                                                                     | 1 rue Espinasse                                                            | 43° 35′ 48″ nord, 1° 26′ 51″ est | « PA00094557 » | Inscrit        | 1925                | Hôtel Mansencal                                                                     |
| Hôtel des Marchands (ou immeuble aux Cariatides)                                    | 28 rue des Marchands                                                       | 43° 36′ 00″ nord, 1° 26′ 34″ est | « PA00094621 » | Inscrit        | 1975 1992           | Hôtel des Marchands (ou immeuble aux Cariatides)                                    |
| Hôtel Marvéjol                                                                      | 47 rue Pharaon                                                             | 43° 35′ 48″ nord, 1° 26′ 39″ est | « PA00094558 » | Inscrit        | 1925                | Hôtel Marvéjol                                                                      |
| Hôtel de Nupces                                                                     | 15 rue de la Bourse                                                        | 43° 36′ 01″ nord, 1° 26′ 33″ est | « PA00094560 » | Inscrit        | 1950                | Hôtel de Nupces                                                                     |
| Hôtel d'Olmières                                                                    | 3 rue Peyrolières                                                          | 43° 36′ 01″ nord, 1° 26′ 27″ est | « PA00094561 » | Inscrit        | 1946                | Hôtel d'Olmières                                                                    |
| Hôtel de Pénautier                                                                  | 16 rue Vélane                                                              | 43° 35′ 47″ nord, 1° 26′ 58″ est | « PA00094562 » | Inscrit Classé | 1946 1963 1993 1997 | Hôtel de Pénautier                                                                  |
| Hôtel Pierre Comère                                                                 | 3 rue Saint-Rome 9 rue Tripière                                            | 43° 36′ 06″ nord, 1° 26′ 36″ est | « PA00094564 » | Inscrit        | 1950                | Hôtel Pierre Comère                                                                 |
| Hôtel de Pins et hôtel Antonin                                                      | 46 rue du Languedoc                                                        | 43° 35′ 58″ nord, 1° 26′ 45″ est | « PA00135452 » | Inscrit        | 1995                | Hôtel de Pins et hôtel Antonin                                                      |
| Hôtel de Puivert (ou de Puyvert)                                                    | 8-8 bis rue Bouquières                                                     | 43° 35′ 55″ nord, 1° 26′ 47″ est | « PA00094566 » | Inscrit        | 1998                | Hôtel de Puivert (ou de Puyvert)                                                    |
| Hôtel de Puymaurin                                                                  | 34 rue du Languedoc                                                        | 43° 35′ 48″ nord, 1° 26′ 45″ est | « PA00094565 » | Inscrit        | 1925                | Hôtel de Puymaurin                                                                  |
| Hôtel Réquy                                                                         | 9 rue Saint-Rémésy                                                         | 43° 35′ 46″ nord, 1° 26′ 37″ est | « PA00094567 » | Inscrit        | 1933                | Hôtel Réquy                                                                         |
| Hôtel Reynier                                                                       | 20 rue Mage                                                                | 43° 35′ 52″ nord, 1° 26′ 50″ est | « PA00094568 » | Classé Inscrit | 1971                | Hôtel Reynier                                                                       |
| Hôtel de Saint Germain                                                              | 16 rue des Changes                                                         | 43° 36′ 03″ nord, 1° 26′ 38″ est | « PA00094570 » | Inscrit        | 1925                | Hôtel de Saint Germain                                                              |
| Hôtel Saint-Jean                                                                    | 32 rue de la Dalbade Rue Saint-Jean                                        | 43° 35′ 50″ nord, 1° 26′ 33″ est | « PA00094571 » | Classé         | 2018                | Hôtel Saint-Jean                                                                    |
| Hôtel Sipière (ancien)                                                              | 22 rue Peyras 45 rue des Tourneurs                                         | 43° 36′ 05″ nord, 1° 26′ 41″ est | « PA00125578 » | Inscrit        | 1993                | Hôtel Sipière (ancien)                                                              |
| Hôtel Thomas de Montval                                                             | 22 rue Croix-Baragnon                                                      | 43° 35′ 59″ nord, 1° 26′ 52″ est | « PA00135453 » | Inscrit        | 1995                | Hôtel Thomas de Montval                                                             |
| Hôtel-Dieu Saint-Jacques                                                            | 2 rue Charles-Viguerie                                                     | 43° 35′ 59″ nord, 1° 26′ 13″ est | « PA00094545 » | Inscrit Classé | 1986 1988           | Hôtel-Dieu Saint-Jacques                                                            |
| Immeuble                                                                            | 2 rue de la Brasserie 2 allées Forain-François-Verdier                     | 43° 35′ 49″ nord, 1° 27′ 10″ est | « PA31000109 » | Inscrit        | 2018                | Immeuble                                                                            |
| Immeuble                                                                            | 4 rue de la Brasserie                                                      | 43° 35′ 49″ nord, 1° 27′ 11″ est | « PA31000107 » | Inscrit        | 2018                | Image manquante Téléverser                                                          |
| Immeuble                                                                            | 6 rue de la Brasserie                                                      | 43° 35′ 49″ nord, 1° 27′ 12″ est | « PA31000108 » | Inscrit        | 2018                | Image manquante Téléverser                                                          |
| Immeuble                                                                            | 2 bis rue Clémence-Isaure 1 rue de l'Echarpe                               | 43° 36′ 01″ nord, 1° 26′ 31″ est | « PA00094676 » | Inscrit        | 1989                | Immeuble                                                                            |
| Immeuble                                                                            | 32 rue des Frères-Lion                                                     | 43° 36′ 00″ nord, 1° 27′ 11″ est | « PA31000009 » | Inscrit        | 1997                | Immeuble                                                                            |
| Immeuble                                                                            | 25 rue Léon-Gambetta                                                       | 43° 36′ 12″ nord, 1° 26′ 31″ est | « PA00094576 » | Inscrit        | 1978                | Immeuble                                                                            |
| Immeuble                                                                            | 10 rue du Languedoc                                                        | 43° 35′ 42″ nord, 1° 26′ 44″ est | « PA00094577 » | Inscrit        | 1950                | Immeuble                                                                            |
| Immeuble                                                                            | 2 avenue de Lombez et 1 avenue de Grande-Bretagne                          | 43° 35′ 47″ nord, 1° 25′ 21″ est | « PA00125580 » | Inscrit        | 1993                | Immeuble                                                                            |
| Immeuble                                                                            | 11 rue Montoulieu-Vélane                                                   | 43° 35′ 47″ nord, 1° 26′ 58″ est | « PA00094578 » | Classé         | 1926                | Immeuble                                                                            |
| Immeuble                                                                            | 20 rue Ninau                                                               | 43° 35′ 49″ nord, 1° 27′ 00″ est | « PA00125581 » | Inscrit        | 1993                | Immeuble                                                                            |
| Immeuble                                                                            | 3 rue Théodore-Ozenne                                                      | 43° 35′ 52″ nord, 1° 26′ 45″ est | « PA00125582 » | Inscrit Classé | 1993 1995           | Immeuble                                                                            |
| Immeuble                                                                            | 21 rue Pharaon                                                             | 43° 35′ 46″ nord, 1° 26′ 39″ est | « PA00094581 » | Inscrit        | 1925                | Immeuble                                                                            |
| Immeuble                                                                            | 66 rue de la Pomme                                                         | 43° 36′ 13″ nord, 1° 26′ 42″ est | « PA31000076 » | Inscrit        | 2006                | Immeuble                                                                            |
| Immeuble                                                                            | 1 rue des Potiers                                                          | 43° 35′ 49″ nord, 1° 27′ 13″ est | « PA31000110 » | Inscrit        | 2018                | Image manquante Téléverser                                                          |
| Immeuble                                                                            | 2 allées du Président-Franklin-Roosevelt                                   | 43° 36′ 18″ nord, 1° 26′ 53″ est | « PA00094582 » | Inscrit        | 1974                | Immeuble                                                                            |
| Immeuble                                                                            | 4 allées du Président-Franklin-Roosevelt                                   | 43° 36′ 18″ nord, 1° 26′ 54″ est | « PA00094583 » | Inscrit        | 1974                | Immeuble                                                                            |
| Immeuble                                                                            | 6 allées du Président-Franklin-Roosevelt                                   | 43° 36′ 18″ nord, 1° 26′ 54″ est | « PA00094584 » | Inscrit        | 1974                | Immeuble                                                                            |
| Immeuble                                                                            | 8 allées du Président-Franklin-Roosevelt                                   | 43° 36′ 18″ nord, 1° 26′ 54″ est | « PA00094585 » | Inscrit        | 1974                | Immeuble                                                                            |
| Immeuble                                                                            | 9 allées du Président-Franklin-Roosevelt                                   | 43° 36′ 20″ nord, 1° 26′ 53″ est | « PA00094586 » | Inscrit        | 1974                | Immeuble                                                                            |
| Immeuble                                                                            | 10 allées du Président-Franklin-Roosevelt                                  | 43° 36′ 19″ nord, 1° 26′ 55″ est | « PA00094587 » | Inscrit        | 1974                | Immeuble                                                                            |
| Immeuble                                                                            | 11 allées du Président-Franklin-Roosevelt                                  | 43° 36′ 20″ nord, 1° 26′ 53″ est | « PA00094588 » | Inscrit        | 1974                | Immeuble                                                                            |
| Immeuble                                                                            | 12 allées du Président-Franklin-Roosevelt                                  | 43° 36′ 19″ nord, 1° 26′ 55″ est | « PA00094589 » | Inscrit        | 1974                | Immeuble                                                                            |
| Immeuble                                                                            | 14 allées du Président-Franklin-Roosevelt                                  | 43° 36′ 19″ nord, 1° 26′ 56″ est | « PA00094590 » | Inscrit        | 1974                | Immeuble                                                                            |
| Immeuble                                                                            | 8 place Saintes-Scarbes                                                    | 43° 35′ 53″ nord, 1° 26′ 56″ est | « PA00094593 » | Inscrit        | 1946                | Immeuble                                                                            |
| Immeuble                                                                            | 32 rue Sainte-Philomène                                                    | 43° 35′ 18″ nord, 1° 27′ 16″ est | « PA00094694 » | Inscrit        | 1992                | Immeuble                                                                            |
| Immeuble                                                                            | 18 rue Saint-Rémésy                                                        | 43° 35′ 47″ nord, 1° 26′ 37″ est | « PA00094591 » | Inscrit        | 1971                | Immeuble                                                                            |
| Immeuble                                                                            | 30 rue Saint-Rome                                                          | 43° 36′ 10″ nord, 1° 26′ 38″ est | « PA00094592 » | Inscrit        | 1979                | Immeuble                                                                            |
| Immeuble                                                                            | 10 rue Tolosane                                                            | 43° 35′ 56″ nord, 1° 26′ 50″ est | « PA00094681 » | Inscrit        | 1990                | Immeuble                                                                            |
| Immeuble                                                                            | 27 rue Valade                                                              | 43° 36′ 18″ nord, 1° 26′ 14″ est | « PA00094594 » | Classé         | 1977                | Immeuble                                                                            |
| Immeuble                                                                            | 1 place du Président-Thomas-Woodrow-Wilson                                 | 43° 36′ 17″ nord, 1° 26′ 53″ est | « PA00094595 » | Inscrit        | 1974                | Immeuble                                                                            |
| Immeuble                                                                            | 2 place du Président-Thomas-Woodrow-Wilson                                 | 43° 36′ 16″ nord, 1° 26′ 53″ est | « PA00094596 » | Inscrit        | 1974                | Immeuble                                                                            |
| Immeuble                                                                            | 4 place du Président-Thomas-Woodrow-Wilson                                 | 43° 36′ 16″ nord, 1° 26′ 52″ est | « PA00094597 » | Inscrit        | 1974                | Immeuble                                                                            |
| Immeuble                                                                            | 5 place du Président-Thomas-Woodrow-Wilson                                 | 43° 36′ 16″ nord, 1° 26′ 51″ est | « PA00094598 » | Inscrit        | 1974                | Immeuble                                                                            |
| Immeuble                                                                            | 6 place du Président-Thomas-Woodrow-Wilson                                 | 43° 36′ 15″ nord, 1° 26′ 50″ est | « PA00094599 » | Inscrit        | 1974                | Immeuble                                                                            |
| Immeuble                                                                            | 7 place du Président-Thomas-Woodrow-Wilson                                 | 43° 36′ 15″ nord, 1° 26′ 49″ est | « PA00094600 » | Inscrit        | 1974                | Immeuble                                                                            |
| Immeuble                                                                            | 8 place du Président-Thomas-Woodrow-Wilson                                 | 43° 36′ 16″ nord, 1° 26′ 49″ est | « PA00094601 » | Inscrit        | 1974                | Immeuble                                                                            |
| Immeuble                                                                            | 9 place du Président-Thomas-Woodrow-Wilson                                 | 43° 36′ 17″ nord, 1° 26′ 48″ est | « PA00094602 » | Inscrit        | 1974                | Immeuble                                                                            |
| Immeuble                                                                            | 10 place du Président-Thomas-Woodrow-Wilson                                | 43° 36′ 17″ nord, 1° 26′ 48″ est | « PA00094603 » | Inscrit        | 1974                | Immeuble                                                                            |
| Immeuble                                                                            | 11 place du Président-Thomas-Woodrow-Wilson                                | 43° 36′ 18″ nord, 1° 26′ 49″ est | « PA00094604 » | Inscrit        | 1974                | Immeuble                                                                            |
| Immeuble                                                                            | 12 place du Président-Thomas-Woodrow-Wilson                                | 43° 36′ 18″ nord, 1° 26′ 49″ est | « PA00094605 » | Inscrit        | 1974                | Immeuble                                                                            |
| Immeuble                                                                            | 13 place du Président-Thomas-Woodrow-Wilson                                | 43° 36′ 18″ nord, 1° 26′ 49″ est | « PA00094606 » | Inscrit        | 1974                | Immeuble                                                                            |
| Immeuble                                                                            | 15, 15 bis place du Président-Thomas-Woodrow-Wilson                        | 43° 36′ 19″ nord, 1° 26′ 50″ est | « PA00094607 » | Inscrit        | 1974                | Immeuble                                                                            |
| Immeuble                                                                            | 16 place du Président-Thomas-Woodrow-Wilson                                | 43° 36′ 19″ nord, 1° 26′ 51″ est | « PA00094608 » | Inscrit        | 1974                | Immeuble                                                                            |
| Immeuble                                                                            | 18 place Wilson                                                            | 43° 36′ 19″ nord, 1° 26′ 51″ est | « PA00094609 » | Inscrit        | 1974                | Immeuble                                                                            |
| Immeuble                                                                            | 20 place du Président-Thomas-Woodrow-Wilson                                | 43° 36′ 18″ nord, 1° 26′ 53″ est | « PA00094610 » | Inscrit        | 1974                | Immeuble                                                                            |
| Immeuble Valette                                                                    | 2 square Boulingrin                                                        | 43° 35′ 48″ nord, 1° 27′ 11″ est | « PA31000104 » | Inscrit        | 2018                | Immeuble Valette                                                                    |
| Maison Guignard                                                                     | 3 square Boulingrin                                                        | 43° 35′ 48″ nord, 1° 27′ 12″ est | « PA31000105 » | Inscrit        | 2018                | Maison Guignard                                                                     |
| Immeuble                                                                            | 4 square Boulingrin                                                        | 43° 35′ 47″ nord, 1° 27′ 13″ est | « PA31000106 » | Inscrit        | 2018                | Immeuble                                                                            |
| Immeuble des Cariatides                                                             | 55 allées Jean-Jaurès                                                      | 43° 36′ 28″ nord, 1° 27′ 05″ est | « PA00135454 » | Inscrit        | 1994 1995           | Immeuble des Cariatides                                                             |
| Hall de la Dépêche                                                                  | 42 bis rue d'Alsace-Lorraine 15 rue Rivals                                 | 43° 36′ 23″ nord, 1° 26′ 45″ est | « PA31000010 » | Inscrit        | 1997                | Hall de la Dépêche                                                                  |
| Immeuble de Seube                                                                   | 1 allées Paul-Feuga                                                        | 43° 35′ 33″ nord, 1° 26′ 33″ est | « PA00094580 » | Inscrit        | 1981                | Immeuble de Seube                                                                   |
| Librairie Modern Style                                                              | 66 rue Léon-Gambetta                                                       | 43° 36′ 13″ nord, 1° 26′ 33″ est | « PA00094611 » | Inscrit        | 1975                | Librairie Modern Style                                                              |
| Magasin Perry                                                                       | 3 place de la Trinité et 3 place Étienne-Esquirol                          | 43° 36′ 00″ nord, 1° 26′ 39″ est | « PA31000117 » | Inscrit        | 2019                | Image manquante Téléverser                                                          |
| Maison                                                                              | 30 rue des Changes                                                         | 43° 36′ 05″ nord, 1° 26′ 38″ est | « PA00094615 » | Classé         | 1932                | Maison                                                                              |
| Maison                                                                              | 2 rue François-Mansart                                                     | 43° 36′ 52″ nord, 1° 27′ 26″ est | « PA31000089 » | Inscrit        | 2010                | Image manquante Téléverser                                                          |
| Maison                                                                              | 3 rue Maletache                                                            | 43° 35′ 55″ nord, 1° 26′ 41″ est | « PA00094620 » | Inscrit        | 1928                | Maison                                                                              |
| Maison du XVIIe siècle                                                              | 12 rue Vélane                                                              | 43° 35′ 48″ nord, 1° 26′ 56″ est | « PA00094623 » | Inscrit        | 1946                | Maison du XVIIe siècle                                                              |
| Maison de la Belle-Paule                                                            | 16 rue du Languedoc                                                        | 43° 35′ 43″ nord, 1° 26′ 44″ est | « PA00094619 » | Inscrit        | 1925                | Maison de la Belle-Paule                                                            |
| Maison de Calas                                                                     | 50 rue des Filatiers                                                       | 43° 35′ 58″ nord, 1° 26′ 38″ est | « PA00094612 » | Inscrit        | 1980                | Maison de Calas                                                                     |
| Maison Empire (dit maison Lamothe)                                                  | 57 rue des Filatiers                                                       | 43° 35′ 59″ nord, 1° 26′ 38″ est | « PA00094622 » | Inscrit        | 1946                | Maison Empire (dit maison Lamothe)                                                  |
| Maison de Pierre Delfau                                                             | 20 rue de la Bourse                                                        | 43° 36′ 04″ nord, 1° 26′ 33″ est | « PA00094614 » | Inscrit        | 1925                | Maison de Pierre Delfau                                                             |
| Maison de saint Dominique et chapelle des Réparatrices                              | 7-8 place du Parlement                                                     | 43° 35′ 38″ nord, 1° 26′ 38″ est | « PA00094579 » | Classé         | 1976 1992           | Maison de saint Dominique et chapelle des Réparatrices                              |
| Maison en terre cuite de Virebent                                                   | 1 rue Henri-de-Bornier 31 rue Paul-Dupin                                   | 43° 36′ 29″ nord, 1° 27′ 33″ est | « PA00094613 » | Inscrit        | 1975                | Maison en terre cuite de Virebent                                                   |
| Maison en terre cuite de Virebent                                                   | 24 avenue du Cimetière 1 rue du Général-Jean-Compans                       | 43° 36′ 24″ nord, 1° 27′ 29″ est | « PA00094617 » | Inscrit        | 1975                | Maison en terre cuite de Virebent                                                   |
| Maison romano-gothique                                                              | 15 rue Croix-Baragnon                                                      | 43° 35′ 58″ nord, 1° 26′ 48″ est | « PA00094618 » | Classé         | 1923 1997           | Maison romano-gothique                                                              |
| Maison des Verrières                                                                | 22-28 bis avenue Honoré-Serres                                             | 43° 36′ 49″ nord, 1° 26′ 20″ est | « PA00094677 » | Classé         | 1991                | Maison des Verrières                                                                |
| Manufacture des tabacs                                                              | 1 rue des Amidonniers 21, 29 allée de Brienne                              | 43° 36′ 19″ nord, 1° 25′ 53″ est | « PA00094680 » | Inscrit        | 1990                | Manufacture des tabacs                                                              |
| Monastère des Religieux de Vienne (ancien)                                          | 10 rue du Lieutenant-Colonel-Pélissier                                     | 43° 36′ 12″ nord, 1° 26′ 49″ est | « PA00094624 » | Inscrit        | 1972                | Monastère des Religieux de Vienne (ancien)                                          |
| Monument aux combattants de la Haute-Garonne                                        | Allées Forain-François-Verdier                                             | 43° 36′ 00″ nord, 1° 27′ 07″ est | « PA31000102 » | Inscrit        | 2018                | Monument aux combattants de la Haute-Garonne                                        |
| Monument funéraire d'Aristide et Marie Bergès                                       |                                                                            | 43° 36′ 35″ nord, 1° 27′ 54″ est | « PA31000115 » | Inscrit        | 2019                | Monument funéraire d'Aristide et Marie Bergès                                       |
| Monument à la gloire de la Résistance                                               | Allée Frédéric-Mistral                                                     | 43° 35′ 30″ nord, 1° 27′ 11″ est | « PA31000096 » | Inscrit        | 2016                | Monument à la gloire de la Résistance                                               |
| Monument aux morts des quartiers de Bayard, Matabiau, Concorde et Chalets           | Place Roquelaine                                                           | 43° 36′ 45″ nord, 1° 26′ 54″ est | « PA31000101 » | Inscrit        | 2018                | Monument aux morts des quartiers de Bayard, Matabiau, Concorde et Chalets           |
| Monument aux morts de la guerre 1914-1918 de Philippeville                          | Avenue de la Colonne                                                       | 43° 36′ 18″ nord, 1° 27′ 58″ est | « PA31000116 » | Inscrit        | 2019                | Monument aux morts de la guerre 1914-1918 de Philippeville                          |
| Monument au sport et à Mayssonnié                                                   | Square de l'Héraclès                                                       | 43° 36′ 15″ nord, 1° 25′ 40″ est | « PA31000100 » | Inscrit        | 2018                | Monument au sport et à Mayssonnié                                                   |
| Moulin des Amidonniers (ancien) (actuelle église Saint-Paul)                        | 37 rue des Amidonniers                                                     | 43° 36′ 22″ nord, 1° 25′ 34″ est | « PA00094684 » | Inscrit        | 1991                | Moulin des Amidonniers (ancien)(actuelle église Saint-Paul)                         |
| Musée Georges-Labit                                                                 | 17 rue du Japon 43 rue des Martyrs-de-la-Libération 3 boulevard Monplaisir | 43° 35′ 28″ nord, 1° 27′ 30″ est | « PA31000123 » | Inscrit        | 2021                | Musée Georges-Labit                                                                 |
| Obélisque du 10 avril 1814                                                          | Avenue Camille-Flammarion                                                  | 43° 36′ 41″ nord, 1° 27′ 44″ est | « PA00094686 » | Inscrit        | 1991                | Obélisque du 10 avril 1814                                                          |
| Observatoire                                                                        | 1 avenue Camille-Flammarion                                                | 43° 36′ 44″ nord, 1° 27′ 47″ est | « PA00094625 » | Inscrit        | 1987                | Observatoire                                                                        |
| Palais archiépiscopal (ancien) (actuelle préfecture de Haute-Garonne)               | 1-1 bis place Saint-Étienne                                                | 43° 35′ 57″ nord, 1° 27′ 00″ est | « PA00094678 » | Inscrit        | 1990                | Palais archiépiscopal (ancien)(actuelle préfecture de Haute-Garonne)                |
| Palais de justice                                                                   | 10 place du Salin                                                          | 43° 35′ 39″ nord, 1° 26′ 40″ est | « PA00132672 » | Inscrit Classé | 1994 1999           | Palais de justice                                                                   |
| Pavillon Mazar                                                                      | 13 rue Sainte-Ursule                                                       | 43° 36′ 08″ nord, 1° 26′ 32″ est | « PA00125583 » | Inscrit        | 1993                | Pavillon Mazar                                                                      |
| Petit séminaire de l'Esquile (ancien)                                               | 69 rue du Taur                                                             | 43° 36′ 25″ nord, 1° 26′ 32″ est | « PA00094637 » | Classé         | 1910 1992           | Petit séminaire de l'Esquile (ancien)                                               |
| Piscine municipale Alfred Nakache                                                   | Allée Gabriel-Biénès                                                       | 43° 35′ 08″ nord, 1° 26′ 09″ est | « PA00125573 » | Inscrit        | 1993                | Piscine municipale Alfred Nakache                                                   |
| Place Wilson                                                                        | Place Wilson Allées du Président-Franklin-Roosevelt                        | 43° 36′ 18″ nord, 1° 26′ 51″ est | « PA00094626 » | Inscrit        | 1974                | Place Wilson                                                                        |
| Pont des Catalans                                                                   |                                                                            | 43° 36′ 11″ nord, 1° 25′ 41″ est | « PA31000097 » | Inscrit        | 2018                | Pont des Catalans                                                                   |
| Pont-Neuf                                                                           |                                                                            | 43° 35′ 58″ nord, 1° 26′ 20″ est | « PA00094627 » | Classé         | 1991                | Pont-Neuf                                                                           |
| Pont sur le Touch                                                                   | Route de Bayonne                                                           | 43° 36′ 30″ nord, 1° 23′ 06″ est | « PA00094629 » | Inscrit        | 1950                | Pont sur le Touch                                                                   |
| Ponts-Jumeaux                                                                       |                                                                            | 43° 36′ 40″ nord, 1° 25′ 07″ est | « PA00094628 » | Inscrit        | 1967                | Ponts-Jumeaux                                                                       |
| Port Saint-Étienne                                                                  | 20, 26, 28, 30 port Saint-Étienne                                          | 43° 35′ 57″ nord, 1° 27′ 25″ est | « PA00094689 » | Inscrit        | 1992                | Port Saint-Étienne                                                                  |
| Porte du Capitole (ancienne)                                                        | Allée Serge-Ravanel                                                        | 43° 35′ 34″ nord, 1° 27′ 09″ est | « PA00094630 » | Inscrit        | 1925                | Porte du Capitole (ancienne)                                                        |
| Prieuré de la Daurade (ancien)                                                      | 5 quai de la Daurade                                                       | 43° 36′ 03″ nord, 1° 26′ 26″ est | « PA00135704 » | Classé         | 1995                | Prieuré de la Daurade (ancien)                                                      |
| Prison Saint-Michel (ancienne)                                                      | 18 bis grande-rue Saint-Michel                                             | 43° 35′ 10″ nord, 1° 26′ 51″ est | « PA31000090 » | Inscrit        | 2011                | Prison Saint-Michel (ancienne)                                                      |
| Propriété La Redorte                                                                | 42 chemin des Clotasses                                                    | 43° 32′ 59″ nord, 1° 27′ 44″ est | « PA00094631 » | Inscrit        | 1987                | Image manquante Téléverser                                                          |
| Rempart gallo-romain de Toulouse                                                    | 1-3 rue Alexandre-Bida Place Saint-Jacques                                 | 43° 35′ 53″ nord, 1° 27′ 05″ est | « PA00094679 » | Inscrit Classé | 1990 2022           | Rempart gallo-romain de Toulouse                                                    |
| Rempart médiéval                                                                    | Boulevard Armand-Duportal Rue de la Boule                                  | 43° 36′ 28″ nord, 1° 26′ 06″ est | « PA31000011 » | Inscrit        | 1997                | Rempart médiéval                                                                    |
| Rempart médiéval (vestiges du)                                                      | 26 allées Jules-Guesde                                                     | 43° 35′ 39″ nord, 1° 26′ 52″ est | « PA00135455 » | Inscrit        | 1995                | Rempart médiéval (vestiges du)                                                      |
| Remparts Saint-Cyprien (anciens)                                                    |                                                                            | 43° 36′ 02″ nord, 1° 25′ 51″ est | « PA00094633 » | Classé         | 1988                | Remparts Saint-Cyprien (anciens)                                                    |
| Séminaire (ancien) (actuel Îlot Valade)                                             | 30 bis, 32 rue Valade                                                      | 43° 36′ 18″ nord, 1° 26′ 15″ est | « PA00094634 » | Inscrit        | 1965                | Séminaire (ancien)(actuel Îlot Valade)                                              |
| Serres municipales                                                                  | 19 boulevard de la Marne                                                   | 43° 35′ 03″ nord, 1° 27′ 40″ est | « PA00094638 » | Inscrit        | 1987                | Serres municipales                                                                  |
| Soufflerie de Banlève                                                               | 32 allée du Professeur-Camille-Soula                                       | 43° 35′ 17″ nord, 1° 26′ 14″ est | « PA31000013 » | Inscrit        | 1997                | Soufflerie de Banlève                                                               |
| Studium des Dominicains de Rangueil                                                 | 1 impasse Henri-Dominique-Lacordaire                                       | 43° 34′ 02″ nord, 1° 27′ 45″ est | « PA31000081 » | Inscrit        | 2007                | Studium des Dominicains de Rangueil                                                 |
| Temple du Salin (ou ancienne trésorerie royale)                                     | 15 ter place du Salin                                                      | 43° 35′ 42″ nord, 1° 26′ 41″ est | « PA00094643 » | Classé         | 1990                | Temple du Salin (ou ancienne trésorerie royale)                                     |
| Tour de Guillaume Carreri                                                           | 30 rue du Languedoc                                                        | 43° 35′ 48″ nord, 1° 26′ 45″ est | « PA00094639 » | Inscrit        | 1950                | Tour de Guillaume Carreri                                                           |
| Tour des Hauts-Murats et vestiges de remparts gallo-romains                         | 3 place des Hauts-Murats                                                   | 43° 35′ 41″ nord, 1° 26′ 52″ est | « PA00094640 » | Inscrit        | 1925                | Tour des Hauts-Murats et vestiges de remparts gallo-romains                         |
| Tour Maurand                                                                        | 56 rue du Taur                                                             | 43° 36′ 26″ nord, 1° 26′ 32″ est | « PA00094641 » | Classé         | 1931                | Tour Maurand                                                                        |
| Tour de Serta                                                                       | 2 rue Saint-Rome                                                           | 43° 36′ 07″ nord, 1° 26′ 37″ est | « PA00094642 » | Inscrit        | 1980                | Tour de Serta                                                                       |
| Usine aéronautique Latécoère de Montaudran                                          | 2 chemin Carrosse 55 avenue Louis-Breguet                                  | 43° 34′ 36″ nord, 1° 28′ 37″ est | « PA31000012 » | Inscrit        | 1997                | Usine aéronautique Latécoère de Montaudran                                          |
| Villa                                                                               | 23 rue des Chalets                                                         | 43° 36′ 45″ nord, 1° 26′ 30″ est | « PA31000130 » | Inscrit        | 2023                | Image manquante Téléverser                                                          |
| Villa Gabès                                                                         | 4 grande-rue Saint-Michel                                                  | 43° 35′ 09″ nord, 1° 26′ 51″ est | « PA00094644 » | Inscrit        | 1981                | Villa Gabès                                                                         |
| Village néolithique de Toulouse                                                     |                                                                            | 43° 37′ 14″ nord, 1° 24′ 00″ est | « PA00094645 » | Classé         | 1976                | Image manquante Téléverser                                                          |

## Monuments radiés / abrogés
| Monument                              | Adresse                                   | Coordonnées                      | Notice         | Protection     | Date      | Illustration                          |
| ------------------------------------- | ----------------------------------------- | -------------------------------- | -------------- | -------------- | --------- | ------------------------------------- |
| Hôtel Modèle                          | 75 boulevard Lazare-Carnot                | 43° 36′ 18″ nord, 1° 26′ 56″ est | « PA31000118 » | Inscrit Annulé | 1966 2019 | Hôtel Modèle                          |
| Hôtel Rivière                         | 2 rue de la Dalbade 1 rue Pierre-Brunière | 43° 35′ 45″ nord, 1° 26′ 35″ est | « PA00094569 » | Inscrit Abrogé | 1933 2014 | Hôtel Rivière                         |
| Petit séminaire (ou hôtel d'Hautpoul) | 25 rue Joseph-de-Malaret                  | 43° 36′ 06″ nord, 1° 26′ 59″ est | « PA00094636 » | Inscrit Annulé | 1952 2019 | Petit séminaire (ou hôtel d'Hautpoul) |